# James Gunn (scénariste)
Pour les articles homonymes, voir James Gunn et Gunn.
Ne doit pas être confondu avec James E. Gunn (auteur).
James Edward Gunn, né le 22 août 1920 à San Francisco en Californie et mort le 22 septembre 1966 à Los Angeles en Californie, est un scénariste et écrivain américain, auteur de roman policier.

## Biographie
Pendant ces études à l’université Stanford, James Gunn participe à un exercice de créativité littéraire et écrit Deadlier Than the Male, histoire d’une femme venue à Reno pour divorcer et qui découvre un carnage dans la pension de famille où elle loge. James Gunn décrit le comportement des personnages animés par leurs pulsions animales dans un univers clos. Deadlier Than the Male sera adapté à deux reprises au cinéma, d'abord par Robert Wise, sans qu’il participe à l’écriture du scénario de Né pour tuer, puis par Benoît Jacquot sous le titre Corps et Biens.
Devant le succès du livre, il est engagé par l’industrie cinématographique et travaille pour Warner Bros., Universal Pictures et Columbia Pictures. Pour ces trois compagnies, il écrit bon nombre de scénarios de films et de séries télévisées.

## Œuvre

### Roman
- Deadlier Than the Male, 1942
  - Tendre Femelle, Série noire no 50, 1950, rééditions La Poche noire no 72, 1969 ; Carré noir no 407, 1981 ; Série noire avec le même numéro, mais sous-titré Corps et Biens, 1986

### Nouvelle
- Pill Roller, 1957
  - Le Stimulant idéal, Le Saint détective magazine no 44, octobre 1958

## Filmographie
- 1943 : L'Étrangleur, adaptation du roman The G-String Murders de Gypsy Rose Lee, réalisé par William A. Wellman
- 1947 : Né pour tuer, adaptation de Deadlier Than the Male, réalisée par Robert Wise
- 1947 : L’Infidèle, scénario écrit avec David Goodis, réalisé par Vincent Sherman
- 1950 : La Perfide, adaptation de la pièce Craig's Wife de George Kelly, réalisée par Vincent Sherman
- 1950 : L'Engin fantastique, réalisé par Henry Levin
- 1951 : Two of a Kind, réalisé par Henry Levin
- 1951 : Les Pirates de la Floride, réalisé par Earl McEvoy
- 1952 : The Imposter, épisode de la série Fireside Theatre (en), réalisé par Frank Wisbar
- 1952 : L'Affaire de Trinidad, adaptation d’une histoire de Virginia Van Upp et Berne Giler, réalisée par Vincent Sherman
- 1952 - 1953 : Trois épisodes de la série télévisée Gruen Guild Playhouse
- 1953 : Désir de femme (All I Desire), adaptation du roman Stopover de Carol Ryrie Brink, réalisée par Douglas Sirk
- 1953 : Key in the Lock, épisode de la série télévisée The Revlon Mirror Theater, réalisé par Peter Godfrey
- 1954 : The Grey and Gold Dress, épisode de la série télévisée The Pepsi-Cola Playhouse, réalisé par Herschel Daugherty
- 1954 – 1955 : Six épisodes de la série télévisée Studio 57
- 1956 : The Unfaithful, scénario écrit avec David Goodis, épisode de la série télévisée Lux Video Theatre (en), réalisé par Earl Eby
- 1956 : Over-Exposed, adaptation d’une histoire de Richard Sale réalisé par Lewis Seiler
- 1956 - 1957 : Deux épisodes de la série télévisée Soldiers of Fortune
- 1957 : No Fancy Cowboys, épisode de la série télévisée State Trooper, réalisé par Don McDougall
- 1956 - 1957 : Deux épisodes de la série télévisée Conflict
- 1958 : So That's Who It Was, épisode de la série télévisée Mike Hammer
- 1957 – 1958 : Deux épisodes de la série télévisée Colt. 45
- 1956 - 1957 – 1958 : Trois épisodes de la série télévisée Cheyenne
- 1959 : The Last man, épisode de la série télévisée La Grande Caravane, réalisé par James Neilson
- 1957 – 1959 : Trois épisodes de la série télévisée Sugarfoot
- 1959 : Ce monde à part, adaptation du roman de Richard Powell The Philadelphian, réalisée par Vincent Sherman
- 1960 : The Marquessa, épisode de la série télévisée Maverick, réalisé par Arthur Lubin
- 1960 : Le Mal d'être jeune (Because They're Young), réalisé par Paul Wendkos
- 1959 – 1960 : Deux épisodes de la série télévisée 77 Sunset Strip
- 1960 – 1961 : Six épisodes de la série télévisée Échec et mat
- 1961 : Murder on Order, épisode de la série télévisée The Investigators, réalisé par Joseph H. Lewis
- 1962 : New Man in the Precinct, d’après l’œuvre de Ed McBain, épisode de la série télévisée 87th Precinct, réalisé par Don Taylor
- 1962 : The Hands of Danofrio, épisode de la série télévisée Alcoa Premiere (en), réalisé par George Schaefer
- 1964 : The Robrioz Ring, épisode de la série télévisée Haute Tension, réalisé par David Lowell Rich
- 1965 : The Return of the Quicks, épisode de la série télévisée The Long, Hot Summer, réalisé par Don Richardson (en)
- 1986 : Corps et Biens, adaptation de son roman Deadlier Than the Male, réalisée par Benoît Jacquot

## Sources
- Claude Mesplède (dir.), Dictionnaire des littératures policières, vol. 1 : A - I, Nantes, Joseph K, coll. « Temps noir », 2007, 1054 p. (ISBN 978-2-910-68644-4, OCLC 315873251), p. 910.
- Claude Mesplède, Les années "Série noire" : bibliographie critique d'une collection policière, vol. 1 : 1945-1959, Amiens, Editions Encrage, coll. « Travaux » (no 13), 1992 (ISBN 978-2-906-38934-2), p. 50-51.